# 趙詠瑤
趙詠瑤（英語：Kimi Chiu Wing Yiu，1992年1月20日—），香港女模特兒、主持、演員、意見領袖。

## 簡歷
趙詠瑤早年就讀聖母書院（中五）及新法書院（預科），曾修讀香港理工大學紡織及製衣高級文憑課程，大學期間參選壹傳媒舉辦的《第3屆FACE U Star大專校花校草選舉》，最後贏得「最爆粉絲團獎」。2013年，她正式加入娛樂圈，曾拍攝寫真集，2016年參加ViuTV選美節目《美選D.n.A》，在節目曾表示自己曾整容，並與娛樂圈外的男友Kalf結婚，最終於二十強止步。
趙詠瑤於2018年7月和同為女模特兒的張沛樂出版「旅遊書」《閨蜜遊記》。
另外，趙詠瑤跟經理人丈夫開設工作室接洽工作和擔任意見領袖，現時亦共同飼養兩貓（Maru和卡比）。
2020年6月在社交帳戶宣布懷孕，同年12月誕下兒子（潘奕瑜 Astro）。

## 演出作品

### 綜藝節目（ViuTV）
- 2016年：《美選D.n.A》佳麗
- 2017年：《晚吹—男人講嘢》演出者
- 2017年：《Out筆豬仔團》主持
- 2017年：《晚吹—KO KOL》主持（第16集起）
- 2017年：《晚吹—書到用時》演出者（第27至28集）
- 2017年：《P牌網購團》主持
- 2018年：《全港的》主持
- 2018年：《Good Night Show 全民星戰》全民隊參與者

### 電視劇（ViuTV）
- 2018年：《VR驅魔人》 飾 警察（第3集起）
- 2018年：《假若愛有期限》 飾 Milkbaby BB Leung（第7至9集，客串）

### 網絡劇
- 2018年：《怪異集》[8]

### 電影
- 2016年：《鴨王2》飾 遊艇女郎
- 2017年：《同囚》 飾 芊芊
- 2017年：《鬼網》 飾 依莉
- 2018年：《我的情敵女婿》 飾 珍
- 2020年：《我的筍盤男友》 飾 Lulu
- 2023年：《世上只有爸爸好》飾 金美娜Ana
- 2025年：《麻雀女王追男仔》

### 其他
- 2017年：ChiSin 網絡短片[9]
- 2025年：晴天林《忘了愛後餘生》MV

## 外部連結
- 趙詠瑤的Facebook專頁
- 趙詠瑤的Instagram帳戶
- YouTube上的趙詠瑤頻道 （页面存档备份，存于）
- 趙詠瑤在香港影庫上的簡介